# Parálisis del nervio mediano
Las lesiones en el brazo, el antebrazo o la muñeca pueden provocar diversos trastornos nerviosos. Uno de esos trastornos es la parálisis del nervio mediano también conocido como la paralisis del predicador. El nervio mediano controla la mayoría de los músculos del antebrazo. Controla la abducción del pulgar, la flexión de la mano en la muñeca, la flexión de la falange digital de los dedos, es el nervio sensorial de los tres primeros dedos, etc. Debido a esta función principal del nervio mediano, también se le llama ojo de la mano. Si el nervio mediano está dañado, la capacidad de abducir y oponerse al pulgar puede perderse debido a la parálisis de los músculos tenares. Pueden ocurrir varios otros síntomas que pueden repararse mediante cirugía y transferencias de tendones. Las transferencias de tendones han tenido mucho éxito en restaurar la función motora y mejorar los resultados funcionales en pacientes con parálisis del nervio mediano.

## Signos y síntomas
- Falta de capacidad para abducir y oponerse al pulgar debido a la parálisis de los músculos tenar. Esto se llama " deformidad de la mano de mono ".
- Pérdida sensorial en los pulgares, dedos índices, dedos largos y la cara radial de los dedos anulares
- Debilidad en la pronación del antebrazo y en la flexión de la muñeca y los dedos
- Las actividades de la vida diaria, como cepillarse los dientes, atarse los zapatos, hacer llamadas telefónicas, girar las perillas de las puertas y escribir, pueden volverse difíciles con una lesión del nervio mediano.

## Causas
La parálisis del nervio mediano a menudo es causada por lesiones profundas y penetrantes en el brazo, el antebrazo o la muñeca. También puede ocurrir por un traumatismo por fuerza contundente o una neuropatía.
La parálisis del nervio mediano se puede dividir en 2 subsecciones: parálisis del nervio mediano alto y bajo. La MNP alta implica lesiones en las áreas del codo y el antebrazo. La parálisis del nervio mediano bajo es el resultado de lesiones en la muñeca. La compresión en los diferentes niveles del nervio mediano produce síntomas y / o síndromes variables. Las áreas son:
- Debajo del ligamento de Struthers
- Pasando por la aponeurosis bicipital (también conocida como lacertus fibrosus)
- Entre las dos cabezas del pronador redondo
- La compresión en el túnel carpiano causa el síndrome del túnel carpiano[2]

## Anatomía
El nervio mediano recibe fibras de las raíces C6, C7, C8, T1 y, a veces, C5. Está formado en la axila por una rama de los cordones medial y lateral del plexo braquial, que están a cada lado de la arteria axilar y se fusionan para crear el nervio anterior a la arteria. 
El nervio mediano está estrechamente relacionado con la arteria braquial dentro del brazo. El nervio entra en la fosa cubital medial al tendón braquial y pasa entre las dos cabezas del pronador redondo . Luego emite la rama interósea anterior en el pronador redondo. 
El nervio continúa por el antebrazo entre el flexor profundo de los dedos y el flexor superficial de los dedos . El nervio mediano emerge para situarse entre los músculos flexor superficial de los dedos y flexor cubital del carpo, que se encuentran justo por encima de la muñeca. En esta posición, el nervio emite la rama cutánea palmar que inerva la piel de la parte central de la palma. 
El nervio continúa a través del túnel carpiano hacia la mano, y se encuentra en el túnel carpiano anterior y lateral a los tendones del flexor superficial de los dedos. Una vez en la mano, el nervio se divide en una rama muscular y ramas digitales palmares. La rama muscular suministra la eminencia tenar, mientras que la rama digital palmar da sensación a la cara palmar de los 3 ½ dedos laterales y los dos lumbricales laterales.

## Diagnóstico
Debido a que las lesiones en diferentes áreas del nervio mediano producen síntomas similares, los médicos realizan un diagnóstico motor y sensorial completo a lo largo del trayecto del nervio. Los valores reducidos de los estudios de conducción nerviosa se utilizan como indicadores de compresión nerviosa y pueden ayudar a determinar la localización de la compresión. 
La palpación por encima de la articulación del codo puede revelar una consistencia ósea. Las imágenes radiográficas pueden mostrar un crecimiento anormal de un espolón óseo (proceso supracondiloide) justo en la proximidad de la articulación del codo. El tejido fibroso adherido ( ligamento de Struthers ) puede comprimir el nervio mediano a medida que pasa por debajo del proceso. Esto también se conoce como síndrome del proceso supracondilar. La compresión en este punto también puede ocurrir sin el espolón óseo; en este caso, el tejido aponeurótico que se encuentra en el lugar donde debería estar el ligamento de Struthers es responsable de la compresión.
Si los pacientes mencionan la reproducción de los síntomas en el antebrazo durante la flexión del codo de 120 a 130 grados con el antebrazo en supinación máxima, entonces la lesión puede localizarse en el área debajo del lacertus fibrosus (también conocida como aponeurosis bicipital). Esto a veces se diagnostica erróneamente como distensión del codo y epicondilitis medial o lateral.
Si el paciente no puede cerrar el puño, se diagnostica una lesión en el área de la parte superior del brazo, proximal al lugar donde se originan las ramas motoras de los flexores del antebrazo. Más específicamente, los dedos índice y medio del paciente no pueden flexionarse en la articulación MCP, mientras que el pulgar generalmente no puede oponerse. Esto se conoce como mano de bendición o mano de bendición del Papa. Otra prueba es el signo de la botella: el paciente no puede cerrar todos los dedos alrededor de un objeto cilíndrico.
El síndrome del túnel carpiano (STC) es causado por la compresión del nervio mediano cuando pasa por debajo del túnel carpiano.  Las pruebas de velocidad de conducción nerviosa a través de la mano se utilizan para diagnosticar el STC. Las pruebas de diagnóstico físico incluyen la maniobra de Phalen o la prueba de Phalen y el signo de Tinel.Para aliviar los síntomas, los pacientes pueden describir un movimiento similar a "agitar un termómetro", otra indicación de CTS.
El síndrome del pronador redondo (también conocido como síndrome del pronador redondo ) es la compresión del nervio mediano entre las dos cabezas del músculo pronador redondo . La prueba del pronador redondo es una indicación del síndrome: el paciente informa dolor cuando intenta pronar el antebrazo contra una resistencia mientras extiende el codo simultáneamente. El médico puede notar un músculo pronador redondo agrandado. El signo de Tinel debe ser positivo en el área alrededor de las cabezas del pronador redondo. La clave para distinguir este síndrome del síndrome del túnel carpiano es la ausencia de dolor al dormir. La literatura más reciente diagnostica colectivamente la parálisis del nervio mediano que se produce desde el codo hasta el antebrazo como síndrome del pronador redondo.
En pacientes que no cooperan, la prueba de arrugas cutáneas ofrece una forma indolora de identificar la denervación de los dedos. Después de sumergirlo en agua durante 5 minutos, los dedos normales se arrugarán, mientras que los dedos desnervados no.
En la "Deformidad de la mano de mono", los músculos tenar se paralizan debido al pinzamiento y posteriormente se aplanan. Esta deformidad de la mano no es en sí misma un diagnóstico individual; sólo se ve después de que los músculos tenares se han atrofiado. Mientras el aductor del pulgar permanece intacto, el aplanamiento de los músculos hace que el pulgar se aducción y se rote lateralmente. El oponente del pulgar hace que el pulgar se flexione y gire medialmente, dejando al pulgar incapaz de oponerse. El síndrome del túnel carpiano puede resultar en parálisis del músculo tenar que luego puede conducir a la deformidad de la mano del mono si no se trata.  La deformidad de la mano de mono también se puede ver en la deformidad de la mano de la bendición.[cita requerida]
El nervio interóseo anterior (AIN), una rama del nervio mediano, solo representa el movimiento de los dedos en la mano y no tiene ninguna capacidad sensorial. Por tanto, el síndrome de AIN es puramente neuropático. La AINS se considera una condición extremadamente rara porque representa menos del 1% de las neuropatías en el miembro superior. Los pacientes que padecen este síndrome tienen una articulación interfalángica distal dañada, por lo que no pueden pellizcar nada o hacer un signo de "OK" con el dedo índice y el pulgar. El síndrome puede ocurrir por un nervio pinzado o incluso por una dislocación del codo.

## Prevención
Una forma de prevenir que ocurra esta lesión es estar informado y educado sobre los riesgos que implica lastimarse la muñeca y la mano. Si los pacientes sufren de parálisis del nervio mediano, la terapia ocupacional o el uso de una férula pueden ayudar a reducir el dolor y el daño adicional. El uso de una férula dinámica, que empuja el pulgar hacia la oposición, ayudará a prevenir un exceso de deformidad. Esta férula también puede ayudar en la función y ayudar a que los dedos se flexionen hacia el pulgar. El estiramiento y el uso de férulas en C también pueden ayudar a prevenir daños y deformidades adicionales. Estos dos métodos pueden ayudar en el grado de movimiento que puede tener el pulgar. Si bien es imposible prevenir traumatismos en los brazos y la muñeca, los pacientes pueden reducir la cantidad de compresión manteniendo la forma adecuada durante las actividades repetitivas. Además, fortalecer y aumentar la flexibilidad reduce el riesgo de compresión nerviosa.[cita requerida]

## Tratamiento
Dependiendo de la gravedad de la lesión, los médicos pueden recomendar un tratamiento conservador o una cirugía. El primer paso es simplemente descansar y modificar las actividades diarias que agravan los síntomas. A los pacientes se les pueden recetar medicamentos antiinflamatorios, terapia física u ocupacional, férulas para el codo y las muñecas, y también inyecciones de corticosteroides. Este es el tratamiento más común para CTS. Especialmente con la compresión en la muñeca, como en CTS, es posible recuperarse sin tratamiento. La fisioterapia puede ayudar a desarrollar la fuerza muscular y los aparatos ortopédicos o férulas ayudan a recuperarse. En el síndrome del pronador redondo, en concreto, se prescribe inicialmente la inmovilización del codo y el ejercicio de movilidad dentro de un rango indoloro. Sin embargo, si el paciente no mejora los síntomas después de un período refractario habitual de 2 a 3 meses, es posible que se requiera una cirugía de descompresión.  La cirugía consiste en extirpar el tejido o extirpar partes del hueso que comprimen el nervio. 
Se ha demostrado que muchas transferencias de tendones restauran la oposición al pulgar y proporcionan flexión del pulgar y de los dedos. Para obtener resultados óptimos, el individuo debe seguir los siguientes principios de transferencia de tendones: equilibrio de tejido normal, articulaciones móviles y un lecho sin cicatrices. Si se cumplen estos requisitos, se deben considerar ciertos factores, como hacer coincidir la masa muscular perdida, la longitud de la fibra y el área de la sección transversal, y luego seleccionar unidades músculo-tendinosas de tamaño, fuerza y posible excursión similares. 
Para los pacientes con parálisis del nervio mediano bajo, se ha demostrado que el flexor superficial de los dedos de los dedos largo y anular o los extensores de la muñeca se aproximan mejor a la fuerza y el movimiento necesarios para restaurar la fuerza y la oposición total del pulgar. Este tipo de transferencia es el método preferido para la parálisis del nervio mediano cuando se requieren tanto fuerza como movimiento. En situaciones en las que solo se desea la movilidad del pulgar, el extensor indicis proprius es una transferencia ideal. 
Para la parálisis del nervio mediano alto, la transferencia del braquiorradial o del extensor radial largo del carpo es más apropiada para restaurar la flexión perdida del pulgar y la transferencia de lado a lado del flexor profundo de los dedos del dedo índice suele ser suficiente. Para restaurar la flexión independiente del dedo índice, se podría realizar utilizando las unidades de músculo tendinoso pronador redondo o extensor radial cubital del carpo. Todas las transferencias mencionadas son generalmente bastante exitosas porque combinan una dirección de acción adecuada, la ubicación de la polea y la inserción del tendón.

### Rehabilitación
En pacientes con parálisis del nervio mediano alto, el tiempo de recuperación varía desde los cuatro meses hasta los 2.5 años. Inicialmente, se inmoviliza a los pacientes en una posición neutra del antebrazo y se flexiona el codo a 90° para evitar más lesiones. Además, se aplican ejercicios suaves y masajes de tejidos blandos. El siguiente objetivo es el fortalecimiento y la flexibilidad, que generalmente implica la extensión y flexión de la muñeca; sin embargo, es importante no abusar de los músculos para evitar una nueva lesión. Si se requiere cirugía, la terapia postoperatoria inicialmente implica disminuir el dolor y la sensibilidad en el área de la incisión. Se debe lograr un agarre y una fuerza de codo adecuados antes de volver a la actividad preoperatoria.

## Epidemiología
- El número de descargas relacionadas con lesiones del nervio mediano disminuyó de 3.402 en 1993 a 2.737 en 2006.
- Los cargos hospitalarios promedio en dólares nominales aumentaron de $ 9,257 a $ 27,962 entre 1993 y 2006.
- El 37,1% de los pacientes en 2006 que presentaron lesiones del nervio mediano necesitaron reparación aguda.
- De todas las lesiones del nervio periférico, las lesiones del nervio mediano fueron las menos probables de ingresar en la sala de emergencias (nervio mediano 68,89%, nervio cubital 71,3% y nervio radial 77,06%).
- El porcentaje más alto de pacientes dados de alta con lesiones del nervio mediano en 2006 tenía entre 18 y 44 años.
- De todos los pacientes en 2006 que presentaron lesiones del nervio mediano, el 77,76% eran hombres y el 21,75% eran mujeres.[18]